# Yesterday & Today
«Yesterday & Today» es el cuarto sencillo lanzado por la banda Do As Infinity en febrero del año 2000.

## Información
Los frutos de los esfuerzos hechos por la banda finalmente dieron más frutos con el lanzamiento de este sencillo. Poco a poco fueron subiendo entre las listas de éxitos desde estar en el Top 50 con sus dos primeros trabajos, para más tarde entrar al Top 20 con el tercero, y finalmente con este lograron internarse en el Top 10.
Esta canción sin duda es una de las más emblemáticas de la banda, y también el primer sencillo donde se integra a las letras de las canciones el idioma inglés. Algunos fragmentos son "Dear friend, so long, wasurenai" (Querido amigo, tanto tiempo, no te he olvidado) y "It's so precious when you have good wishes, open eyes and see inside of your heart" (Es tan precioso cuando tienes buenos deseos, abre tus ojos y mirea dentro de tu corazón).
El lado b del sencillo, "Raven", también ayudó a las ventas del sencillo, al ser el tema de ending de la película de terror japonesa Uzumaki (Laberinto). Esta canción es absolutamente opuesta a la suave balada "Yesterday & Today", al ser una canción de rock bastante oscura.

## Canciones
1. «Yesterday & Today»
2. «Raven»
3. «Glasses»
4. «Yesterday & Today» (Instrumental)
5. «Raven» (Instrumental)
6. «Glasses» (Instrumental)
7. «Oasis» (Dub’s Highspeed Remix)

- Datos: Q1323688